# Мозана (Тренто)
Мозана је насеље у Италији у округу Тренто, региону Трентино-Јужни Тирол.
Према процени из 2011. у насељу је живело 160 становника. Насеље се налази на надморској висини од 422 м.